# Жечка Сланинкова
Жечка Сланинкова е българска певица на народни песни.

## Биография и творчество
Жечка Сланинкова е родена на 3 март 1962 г. в с. Индже войвода, Бургаско. На петгодишна възраст запява песните на Странджа планина. През 1975 г. на Националния събор на народното творчество в Копривщица получава първия си златен медал, а е само на 13 години. Средно образование завършва в Национално училище за фолклорни изкуства „Филип Кутев“ в Котел, където доразвива таланта си, а в следващите три години преподава в Музикалното училище в Широка лъка. В този период от живота си Жечка Сланинкова осъществява записи с Оркестъра за народна музика на Българското национално радио, а по-късно и с музиканти от ранга на Теодосий Спасов, Недялко Недялков, Пейо Пеев, и др. Има десет издадени албума със странджански народни песни.

## Дискография
| Гледайте, очи гледайте!            | StefKos Music  | 2000      |
| Жечка Сланинкова и Оркестър Козари | Калчев Мюзик   | 2003      |
| Песента Е Моят Живот               | StefKos Music  | 2007      |
| Славея на Странджа                 | МК „Родолюбие“ | неизветно |
| Избрано                            | StefKos Music  | неизветно |